# Torre del Telègraf (Bescanó)
La Torre del Telègraf és una torre de senyals a la part més alta del Puig de la Torre o Puig d'en Cendra al terme municipal de Bescanó (el Gironès) declarada bé cultural d'interès nacional. És de planta quadrada troncopiramidal. Actualment només se'n conserva la planta baixa i un tros del primer pis, separades per una línia recta feta de maó que recorre tot el perímetre de la torre. A la planta baixa s'obre un porta al sud i tres finestres rectangulars per la cara nord. El parament és de pedra picada unida amb morter i les cantoneres fetes amb pedres més grans i més treballades. Actualment les restes romanen sota una capa d'espessa vegetació.

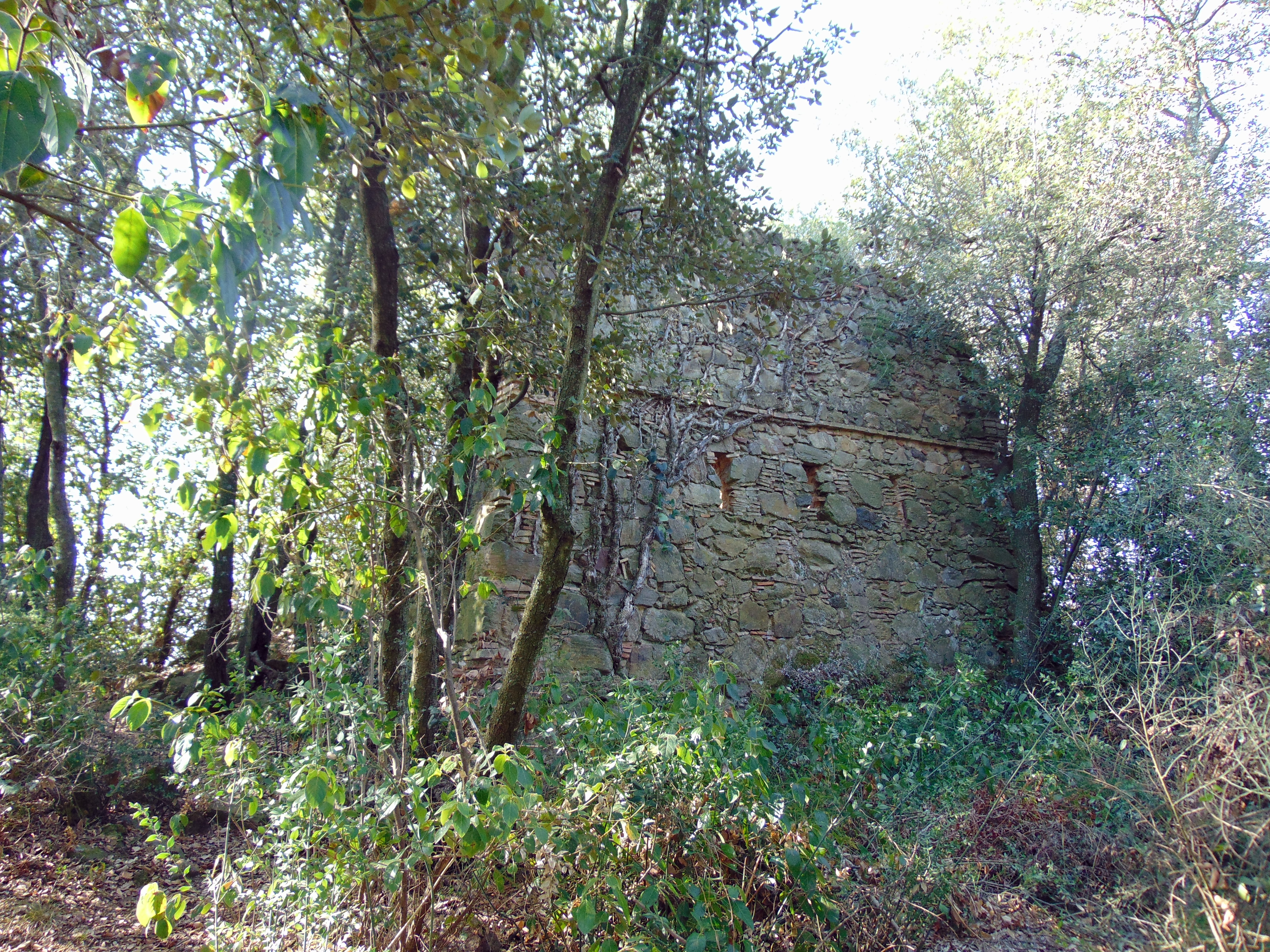

Aquesta era una torre de telegrafia òptica de la línia civil que unia Madrid - València - Barcelona i que arribava fins a la Jonquera. Aquesta línia fou autoritzada l'any 1843 i la construcció va començar de seguida. L'any 1849 eren operatives les torres entre València i Madrid i segurament també les catalanes.